# Les Ulis
Les Ulis ist eine französische Gemeinde im Umland von Paris mit 25.633 Einwohnern (Stand 1. Januar 2022) im Département Essonne in der Region Île-de-France in Frankreich.

## Geografie
Les Ulis liegt 23 Kilometer südwestlich des Stadtzentrums in der Unité urbaine von Paris.

## Geschichte
Die Stadt Les Ulis wurde am 17. Februar 1977 von der Unterpräfektur Palaiseau zur eigenständigen Gemeinde. Die Siedlung entstand in den Jahren 1963 bis 1979. Bereits 1960 wurde angedacht, zur Schaffung neuen Wohnraums auf dem Gebiet der Gemeinden Bures-sur-Yvette und Orsay eine Großwohnsiedlung, eine sogenannte „Zone à urbaniser en priorité“ mit 10.000 Wohnungen zu errichten.

## Persönlichkeiten
- Der französische Schriftsteller Patrick Lapeyre (* 1949) arbeitet als Lehrer an einem Gymnasium in Les Ulis.
- Die Leichtathleten Daniel Sangouma (* 1965) und Jean-Charles Trouabal (* 1965) lebten in Les Ulis.
- Der französische Nationalspieler Thierry Henry (* 1977) wurde in Les Ulis geboren und begann dort auch seine Karriere als Fußballer.
- Das französische Model Noémie Lenoir (* 1979) wurde in Les Ulis geboren.
- Die griechisch-zyprischstämmige französische Rapperin Diam’s (* 1980) wuchs im Les Ulis auf.
- Der algerisch-französische Rapper Sinik (* 1980) wurde in Les Ulis geboren.
- Der im Senegal geborene Fußballer Patrice Evra (* 1981) wuchs in Les Ulis auf, wo er von 1984 bis 1998 lebte.
- Die Rollstuhltennisspielerin Emmanuelle Mörch (* 1990) wurde hier geboren.
- Der malische Fußballspieler Moussa Marega (* 1991) wurde in Les Ulis geboren.

## Städtepartnerschaften
Les Ulis pflegt seit 1996 eine Partnerschaft mit Thetford in England. Die Partnerschaft mit Sédhiou im Senegal besteht seit 1998. Seit 2011 ist auch die portugiesische Kleinstadt Sátão partnerschaftlich mit Les Ulis verbunden. Am 12. April 2019 wurde die Partnerschaft von Les Ulis mit der Stadt Naumburg (Saale) in Sachsen-Anhalt von den Bürgermeistern der Städte in Les Ulis besiegelt.

## Wirtschaft
Der Parc d’Activité de Courtabœuf, ein Gewerbegebiet mit einer Fläche von 378 Hektar, mehr als 1000 Betrieben und 24.500 Beschäftigten, erstreckt sich auch auf Flächen der Gemeinden Villebon-sur-Yvette und Villejust, liegt aber zum Großteil auf dem Gebiet der Gemeinde Les Ulis. Firmen wie Microsoft, Hewlett-Packard und Apple haben hier ihren französischen Hauptsitz.